# Chiromyscus chiropus
Chiromyscus chiropus é uma espécie de roedor da família Muridae.
É a única espécie do género Chiromyscus.
Pode ser encontrada nos seguintes países: Laos, Myanmar, Tailândia e Vietname.